# Graham Allison

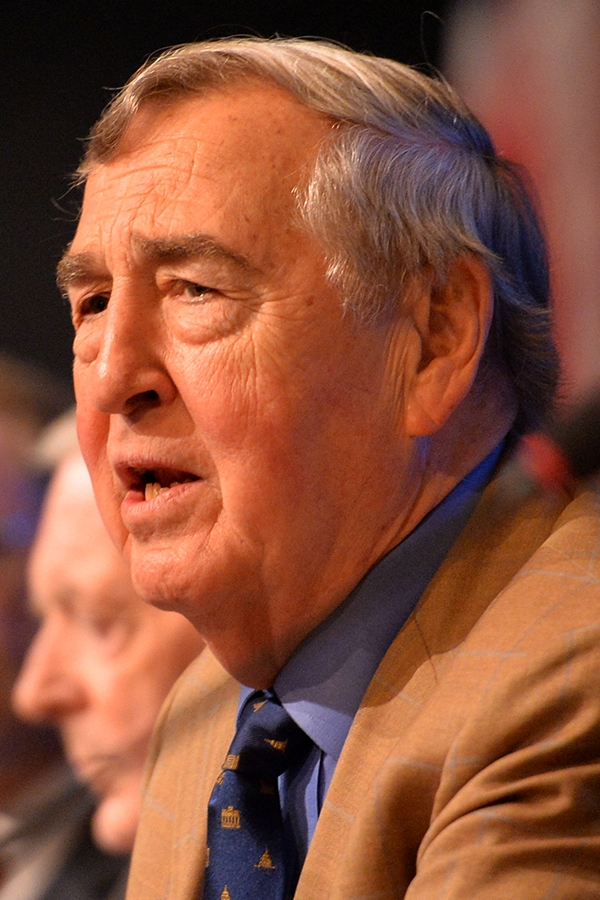
Graham Allison

Graham Tillett Allison, Jr. (Charlotte (North Carolina), 23 maart 1940) is een Amerikaanse bestuurskundige die baanbrekend onderzoek heeft gedaan op het gebied van crisis, defensie en buitenlandse politiek. Zijn meest bekende werk is het in 1971 verschenen Essence of decision - Explaining the Cuban missile crisis.

## Carrière
Allison, zelf opgeleid in Oxford en Harvard, werkte jarenlang als professor en decaan aan Harvard’s Kennedy School of Government. Naast zijn wetenschappelijke carrière heeft hij ook in het bedrijfsleven en in het openbaar bestuur carrière gemaakt. Hij was directeur van verschillende onderzoeksinstituten en werkt als commissaris voor enkele grote bedrijven.
Allison is sterk betrokken geweest in het Amerikaanse defensiebeleid nadat hij werd aangesteld als adviseur voor het Amerikaanse Department of Defense in de jaren ‘60. Vanaf 1985 was hij lid van de adviesraad voor de Amerikaanse Secretary of Defense. In zijn functie van Assistent Secretary of Defense for Policy and Plans was hij begin jaren negentig verantwoordelijk voor het coördineren van de strategie en het beleid naar de voormalige Sovjet-Unie.

## Essence of decision - Explaining the Cuban missile crisis
In 1971 verscheen het meest invloedrijke boek van Graham Allison: Essence of decision - Explaining the Cuban missile crisis. Dit boek - een bewerking van het proefschrift waarop de auteur drie jaar eerder promoveerde - bevat een analyse van de besluitvorming tijdens de Cubaanse rakettencrisis van oktober 1962. Al direct na verschijning baarde het boek het nodige opzien, niet zozeer vanwege de bekendmaking van nieuwe feiten over de crisis, als wel vanwege de wijze waarop de reeds bekende feiten worden geanalyseerd. Allison koos namelijk niet voor de gangbare 'verhalende' casestudy, maar voor een theoretisch gestuurde aanpak. Daarbij maakte hij - nog uitzonderlijker - niet gebruik van één theoretisch model, maar belicht hij de crisis aan de hand van drie verschillende modellen. Daarmee geldt het boek als een mijlpaal in het politicologische en bestuurskundige besluitvormingsonderzoek en heeft het binnen een kwart eeuw tijd de status van een moderne klassieker weten te verkrijgen.